# Jozo Bencun
Jozo Bencun (Međugorje, 26. rujna 1869. – Mostar, 14. veljače 1945.) bio je hrvatski katolički svećenik iz franjevačkog reda i mučenik.

## Životopis
Rođen je 26. rujna 1869. godine u Međugorju. Kršten je imenom Ivan. Vječne zavjete položio je 29. rujna 1893., a za svećenika je zaređen 3. prosinca 1893. godine.
Najprije je bio kapelan u Gradnićima (1895.–1897.). Nakon toga postaje župnik u Drežnici (1898.–1902.) i Gorancima (1902.–1903.), pa je onda kapelan na Humcu (1903.–1904.) i Širokom Brijegu te preko ljeta u Planini (1904.–1907.).
Zatim je bio župnik u Bukovici (1907.–1909.), kapelan na Humcu (1909.) i Širokom Brijegu (1910.–1912.), župnik u Klobuku (1912.–1914.), kapelan na Humcu (1914.–1915.) i Širokom Brijegu (1915.–1917.), župnik u Izbičnu (1917.–1926.) i Gabeli (1926.–1928.) te ponovno župnik u Izbičnu (1928.–1937.). Nakon toga je bio u mirovini na Širokom Brijegu (1937.–1945.).
Partizani su ga 14. veljače 1945. odveli iz mostarskog samostana sa šestoricom subraće te su ga ubili i bacili u Neretvu.

## Poveznice
- Pokolj fratara u Hercegovini

### Članci
- Jozo Bencun. Vicepostulatura postupka mučeništva »Fra Leo Petrović i 65 subraće«. Pristupljeno 7. svibnja 2025.